# Collegio plurinominale Sardegna - 01 (Senato della Repubblica)
Il collegio elettorale plurinominale Sardegna - 01 è un collegio elettorale plurinominale della Repubblica Italiana per l'elezione del Senato.

## Territorio
Come previsto dalla legge elettorale italiana del 2017, il collegio è stato definito tramite decreto legislativo all'interno della circoscrizione Sardegna.
Il collegio corrisponde all'intera regione Sardegna e contiene i due collegi uninominali Sardegna - 01 (Cagliari) e Sardegna - 02 (Sassari)
Fino al 2022 conteneva i tre collegi uninominali Sardegna - 01 (Cagliari), Sardegna - 02 (Nuoro) e Sardegna - 03 (Sassari).

## XVIII legislatura

### Risultati elettorali
| Liste          | Liste                    | Proporzionale | Proporzionale | Proporzionale | Maggioritario | Maggioritario | Maggioritario |  |
| Liste          | Liste                    | Voti          | %             | Seggi         | Voti          | %             | Seggi         |  |
| -------------- | ------------------------ | ------------- | ------------- | ------------- | ------------- | ------------- | ------------- |  |
|                | Movimento 5 Stelle       | 341 177       | 42,15         | 2             | 341 177       | 42,15         | 3             |  |
|                | Forza Italia             | 114 003       | 14,09         | 1             | 251 389       | 31,06         | –             |  |
|                | Lega                     | 93 812        | 11,59         | 1             | 251 389       | 31,06         | –             |  |
|                | Fratelli d'Italia        | 34 722        | 4,29          | –             | 251 389       | 31,06         | –             |  |
|                | Noi con l'Italia – UDC   | 8 852         | 1,09          | –             | 251 389       | 31,06         | –             |  |
|                | Partito Democratico      | 123 887       | 15,31         | 1             | 144 511       | 17,86         | –             |  |
|                | +Europa                  | 12 694        | 1,57          | –             | 144 511       | 17,86         | –             |  |
|                | Italia Europa Insieme    | 4 806         | 0,59          | –             | 144 511       | 17,86         | –             |  |
|                | Civica Popolare          | 3 124         | 0,39          | –             | 144 511       | 17,86         | –             |  |
|                | Liberi e Uguali          | 23 952        | 2,96          | –             | 23 952        | 2,96          | –             |  |
|                | Autodeterminatzione      | 20 468        | 2,53          | –             | 20 468        | 2,53          | –             |  |
|                | Potere al Popolo!        | 7 480         | 0,92          | –             | 7 480         | 0,92          | –             |  |
|                | CasaPound                | 6 775         | 0,84          | –             | 6 775         | 0,84          | –             |  |
|                | Il Popolo della Famiglia | 5 531         | 0,68          | –             | 5 531         | 0,68          | –             |  |
|                | Partito Comunista        | 5 140         | 0,64          | –             | 5 140         | 0,64          | –             |  |
|                | Partito Valore Umano     | 2 929         | 0,36          | –             | 2 929         | 0,36          | –             |  |
| Totale         | Totale                   | 809 352       | 100           | 5             | 809 352       | 100           | 3             |  |
|                |                          |               |               |               |               |               |               |  |
| Schede bianche | Schede bianche           | 8 455         | 0,75          |               |               |               |               |  |
| Schede nulle   | Schede nulle             | 17 191        | 1,52          |               |               |               |               |  |
| Votanti        | Votanti                  | 1 131 345     | 64,39         |               |               |               |               |  |
| Elettori       | Elettori                 | 1 757 007     |               |               |               |               |               |  |

### Eletti

#### Eletti nei collegi uninominali
Eletti nel Movimento 5 Stelle
     Eletti nel Partito Sardo d'Azione
| Collegio uninominale | Eletto | Eletto                                | Partito |
| -------------------- | ------ | ------------------------------------- | ------- |
| 1. Cagliari          |        | Giovanni Marilotti                    | M5S     |
| 2. Nuoro             |        | Emiliano Fenu                         | M5S     |
| 3. Sassari           |        | Vittoria Francesca Maria Bogo Deledda | M5S     |
| 3. Sassari           |        | Carlo Doria                           | PSd'Az  |

1. ↑  In data 11.11.2020 aderisce al gruppo misto, non iscritti; in data 12.11.2020 a Per le Autonomie (SVP-PATT, UV); in data 26.01.2021 a Europeisti-MAIE-Centro Democratico; in data 30.03.2021 torna nel gruppo misto, non iscritti; in data 15.04.2021 aderisce al Partito Democratico.
2. ↑  Deceduta in data 17.03.2020.
3. ↑  Dal 25.09.2020 (eletto in seguito a elezioni suppletive).

#### Eletti nella quota proporzionale
| Movimento 5 Stelle                        | Partito Democratico | Forza Italia  | Lega              |
| ----------------------------------------- | ------------------- | ------------- | ----------------- |
|                                           |                     |               |                   |
| Ettore Antonio Licheri Elvira Evangelista | Giuseppe Cucca      | Emilio Floris | Christian Solinas |

1. ↑  In data 19.01.2022 aderisce a Italia Viva-P.S.I..
2. ↑  In data 18.09.2019 aderisce a Italia Viva-P.S.I..
3. ↑  Dimissionario in data 19.06.2019 (assume la carica di Presidente della giunta regionale sarda); gli subentra in pari data Michelina Lunesu.

## XIX legislatura

### Risultati elettorali
|                               | Fratelli d'Italia                                       | 155 098   | 22,67 | 1 | 276 715 | 40,44 | 2 |  |  |
|                               | Forza Italia                                            | 63 986    | 9,35  | – | 276 715 | 40,44 | 2 |  |  |
|                               | Lega per Salvini Premier                                | 46 955    | 6,86  | – | 276 715 | 40,44 | 2 |  |  |
|                               | Noi Moderati                                            | 10 676    | 1,56  | – | 276 715 | 40,44 | 2 |  |  |
|                               | Partito Democratico - Italia Democratica e Progressista | 136 082   | 19,89 | 1 | 185 662 | 27,13 | – |  |  |
|                               | Alleanza Verdi e Sinistra                               | 29 109    | 4,25  | – | 185 662 | 27,13 | – |  |  |
|                               | +Europa                                                 | 15 195    | 2,22  | – | 185 662 | 27,13 | – |  |  |
|                               | Impegno Civico – Centro Democratico                     | 5 276     | 0,77  | – | 185 662 | 27,13 | – |  |  |
|                               | Movimento 5 Stelle                                      | 150 130   | 21,94 | 1 | 150 130 | 21,94 | – |  |  |
|                               | Azione - Italia Viva                                    | 30 317    | 4,43  | – | 30 317  | 4,43  | – |  |  |
|                               | Italexit                                                | 16 527    | 2,42  | – | 16 527  | 2,42  | – |  |  |
|                               | Italia Sovrana e Popolare                               | 10 719    | 1,57  | – | 10 719  | 1,57  | – |  |  |
|                               | Unione Popolare                                         | 10 224    | 1,49  | – | 10 224  | 1,49  | – |  |  |
|                               | Vita                                                    | 4 009     | 0,59  | – | 4 009   | 0,59  | – |  |  |
| Totale                        | Totale                                                  | 684 303   | 100   | 3 | 684 303 | 100   | 2 |  |  |
|                               |                                                         |           |       |   |         |       |   |  |  |
| Voti non validi               | Voti non validi                                         | 29 471    | 4,13  |   |         |       |   |  |  |
| Votanti                       | Votanti                                                 | 713 774   | 53,17 |   |         |       |   |  |  |
| Elettori                      | Elettori                                                | 1 342 551 |       |   |         |       |   |  |  |
|                               |                                                         |           |       |   |         |       |   |  |  |
| Data: 25 settembre 2022       |                                                         |           |       |   |         |       |   |  |  |
| Fonte: Ministero dell'interno |                                                         |           |       |   |         |       |   |  |  |

### Eletti

#### Eletti nei collegi uninominali
Eletti nella coalizione di coalizione di centro-destra (FdI - Lega - FI - NM)
| Collegio uninominale | Eletto | Eletto          | Partito           |
| -------------------- | ------ | --------------- | ----------------- |
| 1. Cagliari          |        | Antonella Zedda | Fratelli d'Italia |
| 2. Sassari           |        | Marcello Pera   | Fratelli d'Italia |

#### Eletti nella quota proporzionale
| Fratelli d'Italia | Partito Democratico-IDP | Movimento 5 Stelle |
| ----------------- | ----------------------- | ------------------ |
|                   |                         |                    |
| Giovanni Satta    | Marco Meloni            | Sabrina Licheri    |